# Мариенфельс
Мариенфельс (нем. Marienfels) — община в Германии, в земле Рейнланд-Пфальц. 
Входит в состав района Рейн-Лан. Подчиняется управлению Настеттен.  Население составляет 319 человек (на 31 декабря 2010 года). Занимает площадь 3,84 км².